# Gerhard Besier

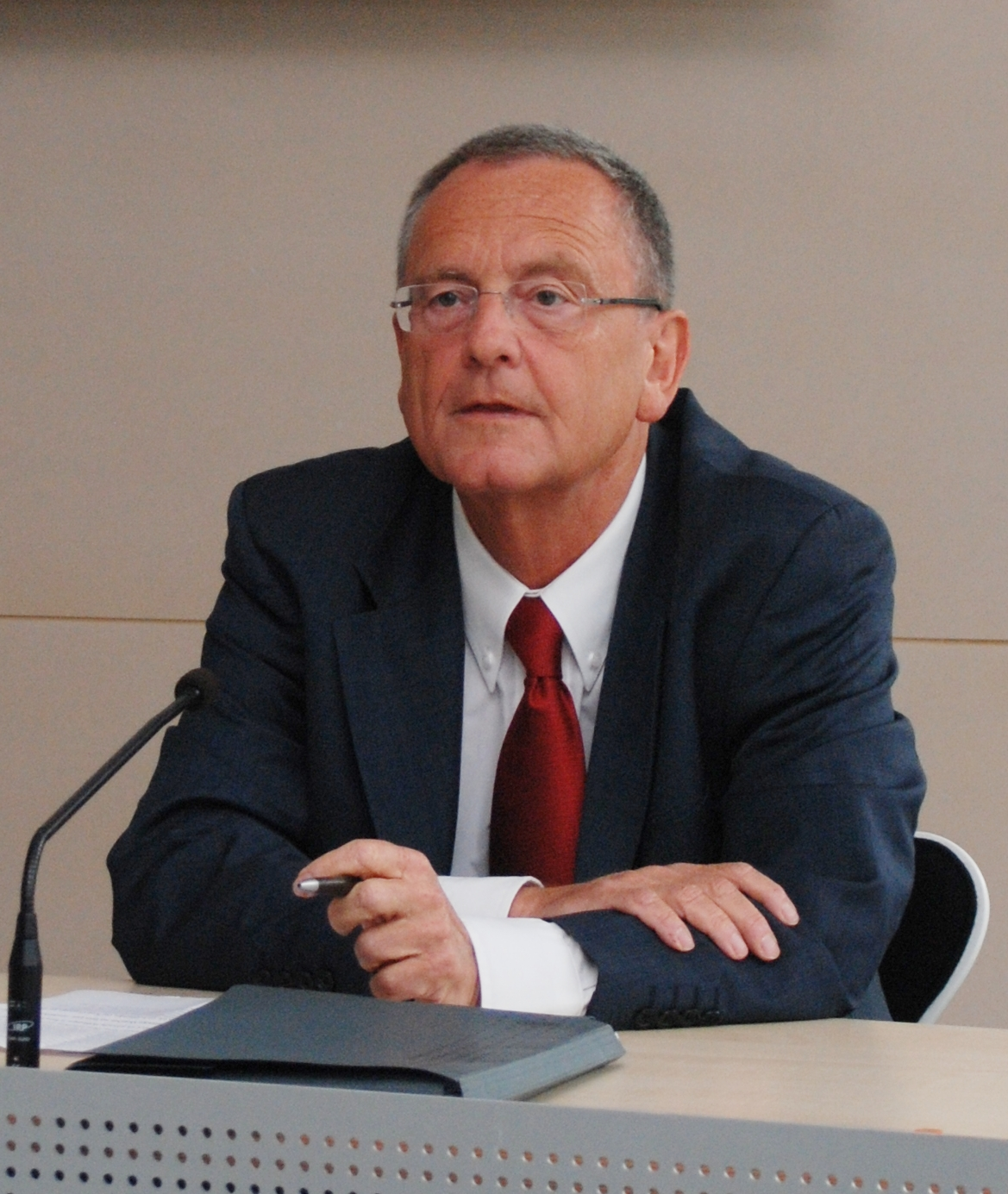
Gerhard Besier, 2009

Gerhard Adolf Besier (* 30. November 1947 in Wiesbaden) ist ein deutscher evangelischer Theologe, Historiker und Politiker (parteilos, zuvor Die Linke). Schwerpunkte seiner wissenschaftlichen Arbeit sind Kirchengeschichte und europäische Zeitgeschichte. Vor allem seine drei Bände zu Der SED-Staat und die Kirche (1993–1995) sind Standardwerke zur Aufarbeitung der Geschichte der DDR. Sein Forschungsschwerpunkt ist die Geschichte der Kirchen im 20. Jahrhundert. Von 2009 bis 2014 war Besier Mitglied des Sächsischen Landtags.

## Leben
Nach dem Abitur an der Gutenbergschule Wiesbaden begann Besier 1968 ein Studium der evangelischen Theologie und bestand 1973 das Erste theologische Examen. Er wurde Assistent des Tübinger Kirchenhistorikers Klaus Scholder, promovierte 1976 bei ihm zum Dr. theol., empfing 1977 die Ordination und legte 1978 das Zweite theologische Examen ab. Ein parallel absolviertes Zweitstudium der Psychologie schloss er 1980 mit der Diplomprüfung ab.
Nach der Habilitation im Fach Kirchengeschichte (1982) und einer weiteren Promotion (1986 in Geschichtswissenschaften am Friedrich-Meinecke-Institut der FU Berlin) sowie Tätigkeiten als Lehrbeauftragter an der Pädagogischen Hochschule Ludwigsburg und als Rektor des Religionspädagogischen Instituts Loccum folgte er 1987 einem Ruf der Kirchlichen Hochschule Berlin (West) auf den Lehrstuhl für Neuere und Neueste Kirchengeschichte.
1992 wurde Besier auf den Lehrstuhl für Historische Theologie an der Universität Heidelberg berufen. 2003 wechselte er an die Technische Universität Dresden, wo er als Professor für Totalitarismusforschung und Direktor des Hannah-Arendt-Instituts für Totalitarismusforschung (HAIT) tätig war. Nachdem sein Vertrag vom Kuratorium des HAIT infolge eines Misstrauensvotums der Mitarbeiter sowie öffentlicher Kritik nicht verlängert wurde, lehrte Besier seit 2008 als Professor für Europastudien an der TU Dresden. Zum Ende des Wintersemesters 2012/13 wurde er emeritiert.
1997/98 erhielt Besier für seine Arbeit Gespaltene Kirchen im totalen Staat, 1934–1939 das Forschungsstipendium des Historischen Kollegs. Im Mai 2009 verlieh ihm die Universität Lund (Schweden) für seine außerordentlichen Leistungen auf den Gebieten der Geschichte und Kirchengeschichte sowie aufgrund seines Engagements für Religionsfreiheit in Europa die Ehrendoktorwürde. Besier war Gastprofessor der Stanford University in den USA, in Polen und in Schweden. Er ist Mitherausgeber der Zeitschriften Kirchliche Zeitgeschichte und Religion – Staat – Gesellschaft sowie der Buchreihen Historisch-Theologische Studien zum 19. und 20. Jahrhundert und Mittel- und Ostmitteleuropastudien. Besier ist im Vorstand des Sigmund-Neumann-Institutes tätig.
Seit 2014 ist Besier auch als Rechtspsychologe tätig, hat dazu an der Psychologischen Hochschule Berlin ein zweijähriges postgraduales Studium absolviert und dieses mit dem Master of Science (M.Sc.) abgeschlossen.

## Politik
Besier gehörte ab April 2009 der Partei Die Linke an und wurde im Juni desselben Jahres als Mitglied von deren Kompetenzteam in Sachsen für die Bereiche Wissenschaft und Religion vorgestellt. Bei der Landtagswahl 2009 wurde er über die Landesliste seiner Partei in den Sächsischen Landtag gewählt – obwohl er nach eigener Aussage viele sozialpolitische Vorstellungen der Linken nicht teile. In seiner Zeit als Abgeordneter war Gerhard Besier wissenschafts- und hochschulpolitischer Sprecher der Fraktion Die Linke und zugleich Vorsitzender des Wissenschafts- und Hochschulausschusses des Sächsischen Landtages. Nachdem er beim Parteitag der Landesverbands Die Linke Sachsen für die Landtagswahl 2014 nicht auf einen aussichtsreichen Listenplatz nominiert wurde, erklärte er am 6. April 2014 seinen Austritt aus der Partei und gehörte der Fraktion als parteiloser Abgeordneter bis zum Ende der Legislaturperiode an.
Ende August 2014, kurz vor der Landtagswahl, zog Besier eine kritische Bilanz und veröffentlichte Anfang September das Buch Fünf Jahre unter Linken. Über einen Selbstversuch.
Im Januar 2017 rückte Besier für die Partei Die Linke von Listenplatz vier in den Dresdner Stadtrat nach. Im Dezember 2018 trat er zur Stadtratsfraktion der FDP über. Zum Ende der Wahlperiode schied er 2019 aus dem Stadtrat aus.

## Kontroversen
Schon mit der Veröffentlichung seines Buchs Der SED-Staat und die Kirche – Der Weg in die Anpassung wurde Besier von anderen Kirchenhistorikern kritisiert. Das Buch, das auf Forschungen aus den Unterlagen der Stasi basierte, beschuldigte Karl Barth und andere Vertreter des Bruderrats aus der Bekennenden Kirche sowie deren Anhänger in der folgenden Generation, dass sie aus einer linkspolitischen Motivation heraus zur Zusammenarbeit mit einem totalitären Staat bereit gewesen seien. Anlass für Kritik war seine Methodik, da die Unterlagen der SED ihrer Natur nach nur Zusammenarbeit dokumentieren können, nicht aber Motivationen oder weitere Tätigkeiten.
Besier blieb auch später wegen seines Engagements für Religionsfreiheit bis hin zur strikten Trennung von Staat und Kirche (siehe auch Laizismus) weiterhin umstritten. So setzte er sich unter anderem für die Scientology-Kirche ein, indem er im September 2003 bei der Eröffnung eines Büros dieser Organisation in Brüssel eine Rede hielt, in der er die Ansicht vertrat, diese Kirche stehe „in der ersten Reihe derjenigen, die für die Akzeptanz von religiösem Pluralismus kämpfen“. Einige Persönlichkeiten des öffentlichen Lebens, darunter Freimut Duve, Daniel Cohn-Bendit und Antonia Grunenberg, forderten daraufhin vom Hannah-Arendt-Institut, dass es sich von seinem Direktor distanzieren solle. Im Rückblick distanzierte sich Besier noch einmal ausdrücklich von Scientology und bezeichnete seinen Auftritt in Brüssel als „politischen Fehler“.
Einige Kollegen Besiers kritisierten die Nichtverlängerung von Besiers Vertrag. Der Historiker Jürgen Kocka sieht den wahren Grund dafür darin, dass Besier, einst Wunschkandidat der CDU, sich konsequent einer „politischen Indienstnahme verweigert“ habe. Der Theologe Klaus Berger vertrat die Auffassung, dass die Scientology-Affäre nur als Vorwand diene: „Kollege Besier [hat] sich durch drei Dinge Feinde gemacht: Er hat es gewagt, das Verhalten der deutschen Christentümer unter den beiden Diktaturen des 20. Jahrhunderts zu erforschen, und er hat Fragen zum Thema Religionsfreiheit in Deutschland aufgeworfen.“ Besiers Vertrag mit dem Hannah-Arendt-Institut lief 2008 aus und wurde wegen seiner speziellen Sicht der Religionsfreiheit in Deutschland nicht verlängert. Sowohl Besiers Mitarbeiter am Hannah-Arendt-Institut als auch mehrere Professoren an der Philosophischen Fakultät der TU Dresden haben sich inzwischen von ihm distanziert. Allerdings war auch der Vertrag von Besiers Vorgänger, Klaus-Dietmar Henke, nicht verlängert worden. Als Besiers Nachfolger wurde Günther Heydemann berufen.
Nachdem der brandenburgische Innenminister Jörg Schönbohm eine Debatte entfacht hatte, ob am „Werteverfall“ in den ostdeutschen Bundesländern ihre bis 1989 erfolgte „Entkirchlichung“ schuld sei, verwies Besier auf eine 2006 erfolgte Untersuchung zum Rassismus („Gruppenbezogene Menschenfeindlichkeit in Sachsen“), die ergeben habe, dass sich „Angehörige einer der beiden großen christlichen Konfessionen […] über ganz Deutschland hinweg im Vergleich zu Konfessionslosen insgesamt als feindseliger“ erweisen.

## Schriften (Auswahl)
- Preußische Kirchenpolitik in der Bismarckära. Die Diskussion in Staat und Evangelischer Kirche um eine Neuordnung der kirchlichen Verhältnisse Preußens zwischen 1866 und 1872. Berlin 1979, ISBN 3-11-007176-2 (zugleich: Diss. theol., Tübingen 1976).
- Seelsorge und Klinische Psychologie. Defizite in Theorie und Praxis der Pastoralpsychologie. Göttingen 1980, ISBN 3-525-62182-5 (zugleich: Dipl.-Arb., Tübingen 1980).
- Krieg – Frieden – Abrüstung. Die Haltung der europäischen und amerikanischen Kirchen zur Frage der deutschen Kriegsschuld 1914–1933 – Ein kirchenhistorischer Beitrag zur Friedensforschung und Friedenserziehung. Göttingen 1982, ISBN 3-525-55385-4 (zugleich: Habil.-Schr., Bethel 1981).
- „Selbstreinigung“ unter britischer Besatzungsherrschaft. Die evangelisch-lutherische Landeskirche Hannovers und ihr Landesbischof Marahrens 1945–1947. Göttingen 1986, ISBN 3-525-55241-6 (zugleich: Diss. phil., Berlin 1986).
- mit Stephan Wolf: „Pfarrer, Christen und Katholiken“. Das Ministerium für Staatssicherheit der ehemaligen DDR und die Kirchen. Neukirchener Verlag, Neukirchen-Vluyn 1991
- Religion, Nation, Kultur. Die Geschichte der christlichen Kirchen in den gesellschaftlichen Umbrüchen des 19. Jahrhunderts. Neukirchen-Vluyn 1992, ISBN 3-7887-1405-0.
- Kirche in Ost und West und ihr Verhältnis zum SED-Regime am Beispiel des Wiederaufbaus des Berliner Doms – Eine Analyse des Kirchenhistorikers Prof. Dr. Gerhard Besier (Heidelberg) zum Zusammenwirken zwischen EKD, Bund der Evangelischen Kirchen in der DDR und der DDR-Regierung beim größten evangelischen Kirchenbauprojekt in der Nachkriegszeit. Hrsg.: Informationsdienst der Evangelischen Allianz e. V. (Idea), 16 S., Wetzlar 1993
- Der SED-Staat und die Kirche. 3 Bände. München/Berlin 1993 ff.
  - Band 1: 1945–1969. Der Weg in die Anpassung. München 1993, ISBN 3-570-02080-0.
  - Band 2: 1969–1990. Die Vision vom „dritten Weg“. Berlin 1995, ISBN 3-549-05454-8.
  - Band 3: 1983–1991. Höhenflug und Absturz. Berlin 1995, ISBN 3-549-05455-6.
- Die evangelische Kirche in den Umbrüchen des 20. Jahrhunderts. Gesammelte Aufsätze. Neukirchen-Vluyn 1994, DNB 940750651.
  - Band 1: Kirche am Übergang vom Wilhelminismus zur Weimarer Republik / Von der Weimarer Republik ins „Dritte Reich“ – der Kirchenkampf. ISBN 3-7887-1442-5.
  - Band 2: Von der ersten Diktatur in die zweite Demokratie, kirchlicher Neubeginn in der Nachkriegszeit / Kirchen, Parteien und Ideologien im Zeichen des Ost-West-Konflikts. ISBN 3-7887-1496-4.
- (Hrsg.): Zwischen „nationaler Revolution“ und militärischer Aggression. Transformationen in Kirche und Gesellschaft während der konsolidierten NS-Gewaltherrschaft 1934–1939 (= Schriften des Historischen Kollegs. Kolloquien. Bd. 48). München 2001, ISBN 978-3-486-56543-0 (Digitalisat).
- Konzern Kirche. Das Evangelium und die Macht des Geldes. Stuttgart 1997, ISBN 3-7751-2858-1.
- Kirche, Politik und Gesellschaft im 19. Jahrhundert. München 1998, ISBN 3-486-55709-2.
- mit Armin Boyens, Gerhard Lindemann: Nationaler Protestantismus und ökumenische Bewegung. kirchliches Handeln im Kalten Krieg (1945–1990). Berlin 1999, ISBN 3-428-10032-8.
- mit Erwin K. Scheuch (Hrsg.): Die neuen Inquisitoren: Religionsfreiheit und Glaubensneid. Teil 1 und 2. Edition Interfrom, Zürich. Fromm, Osnabrück 1999, ISBN 3-7201-5277-4.
- Kirche, Politik und Gesellschaft im 20. Jahrhundert. München 2000, ISBN 3-486-56438-2.
- Die Kirchen und das Dritte Reich. Band 3: Spaltungen und Abwehrkämpfe 1934–1937. Berlin 2001, ISBN 3-549-07149-3.
- mit Renate-Maria Besier: Die Rufmordkampagne. Kirchen & Co. vor Gericht. 2. Auflage. Bergisch Gladbach 2002, ISBN 3-929351-19-6.
- mit Francesca Piombo: Der Heilige Stuhl und Hitler-Deutschland. Die Faszination des Totalitären. München 2004, ISBN 3-421-05814-8.
- mit Gerhard Lindemann: Im Namen der Freiheit. Die amerikanische Mission. Göttingen 2006, ISBN 3-525-36734-1.
- Das Europa der Diktaturen. Eine neue Geschichte des 20. Jahrhunderts. München 2006, ISBN 3-421-05877-6.
- Religion, State and Society in the Transformations of the Twentieth Century. Modernization, Innovation and Decline. Münster 2007, ISBN 3-8258-0980-3.
- Weder Gut noch Böse. Warum sich Menschen wie verhalten. Berlin 2012, ISBN 3-643-11610-1.
- Fünf Jahre unter Linken. Über einen Selbstversuch. Berlin 2014, ISBN 3-945187-05-2.